# ロバート・ウィリアムズ (ノースカロライナ州の政治家)
ロバート・オーヴァートン・ウィリアムズ（Robert Overton Williams、1773年7月12日 - 1821年5月27日）は、アメリカ合衆国の政治家。民主共和党に属する下院議員として、ノースカロライナ州から選出され、1797年から1803年までその任にあった。

## 生涯
ノースカロライナ植民地キャスウェル郡に生まれる。リベラルな家庭教育を受け、法律を学んで弁護士となった。
1796年、民主共和党から出馬してアメリカ合衆国第5議会の議員に選出され、続く第6議会、第7議会にも再選されて、1797年3月4日から1803年3月3日まで在職した。
その後、19世紀初めには、ノースカロライナ州の州都ローリーで弁護士として活動しながら、フリーメイソンの役員を務めるなどしていた。
後にウィリアムズは、ノースカロライナ州兵の副将も務めた。1820年の議会会期中に、自らの健康を害したことを悟ったウィリアムズは、テネシー州選出の上院議員を務めていた 弟のジョン・ウィリアムズ大佐に会うため、テネシー州ノックスビルへ赴き、当地で死去した。

## 親族
もう一人の弟のルイスもノースカロライナ州選出の下院議員を務めた。
ミシシッピ準州知事を務めた同名のロバート・ウィリアムズは従兄とされ、しばしば経歴が混同される。